# Karl Mai
Karl Mai (ur. 27 lipca 1928 w Fürth, zm. 15 marca 1993), niemiecki piłkarz, pomocnik. Mistrz świata z roku 1954.
W reprezentacji Niemiec debiutował 11 października 1953 w meczu z Krajem Saary. Do 1959 w kadrze rozegrał 21 spotkań i strzelił jedną bramkę. W czasie MŚ 54 wystąpił w pięciu meczach, w tym w finale. Większość kariery spędził w SpVgg Greuther Fürth, był także piłkarzem Bayernu Monachium (1958–1961).